# Rudolf Edlinger
Rudolf Edlinger (ur. 20 lutego 1940 w Wiedniu, zm. 21 sierpnia 2021) – austriacki polityk, samorządowiec i działacz piłkarski, członek Socjaldemokratycznej Partii Austrii (SPÖ), parlamentarzysta, w latach 1997–2000 minister finansów.

## Życiorys
W 1957 skończył szkołę zawodową, po czym do 1962 pracował jako litograf. W 1960 został absolwentem szkoły handlowej, a od 1967 do 1969 odbywał kurs reklamy i sprzedaży w Hochschule für Welthandel w Wiedniu. Zaangażował się w działalność polityczną w ramach Socjaldemokratycznej Partii Austrii. Był etatowym pracownikiem tego ugrupowania, w tym od 1976 do 1981 sekretarzem jego wiedeńskich struktur. W latach 1969–1986 zasiadał w stołecznym landtagu, od 1981 jako przewodniczący klubu poselskiego SPÖ. Wchodził następnie w skład zarządu miasta, odpowiadając za sprawy mieszkalnictwa i rewitalizacji (1986–1994) oraz finansów i polityki gospodarczej (1994–1997).
Od stycznia 1997 do lutego 2000 sprawował urząd ministra finansów w rządzie Viktora Klimy. W latach 1999–2002 posłem do Rady Narodowej.
Pełnił funkcje prezesa stowarzyszenia emerytów Pensionistenverband Wien oraz prezesa centrum dokumentacyjnego Dokumentationsarchiv des österreichischen Widerstandes. W latach 2001–2013 pełnił funkcję prezesa klubu piłkarskiego Rapid Wiedeń.

## Odznaczenia
Odznaczony Wielką Złotą na Wstędze Odznaką Honorową za Zasługi dla Republiki Austrii.